# Henning Wicht
Henning Wicht (* 24. Februar 1920 in Berlin; † 11. Februar 2010 in Bad Vilbel) war ein deutscher Rundfunkjournalist. Er war stellvertretender Intendant des Hessischen Rundfunks (HR).

## Werdegang
Wicht studierte ab 1946 Geschichte und Philosophie an der Johannes Gutenberg-Universität in Mainz. 1950 wurde er dort mit einem Thema über den Frankfurter Juristen und Publizisten Ludwig Daniel Jassoy (1768–1831) bei Leo Just promoviert.  Er war zunächst freiberuflicher als Radio- und Zeitungsreporter tätig. 1954 trat Wicht in die Dienst des HR, wurde 1957 persönlicher Referent des Intendanten und ab 1960  Programmkoordinator für Hörfunk, Fernsehen und Werbefernsehen. 1961 wurde er von Eberhard Beckmann zum ersten Programmdirektor „Hörfunk“ berufen, eine Position, die er bis zu seinem Ruhestand 1987 einnahm. Die Fernseh-Programmdirektion übernahm Werner Hess. Später war Wicht gleichzeitig stellvertretender Intendant.

## Wirken
Wicht entwickelte in seiner Amtszeit die neuen Radioprogramme hr3 und hr4 und sorgte für die Eröffnung der über Hessen verteilten Regionalstudios in Kassel, Gießen, Fulda, Darmstadt und Wiesbaden. Wicht übernahm die beliebte Hörfunksendung Raten Sie mit – Ein Quiz zwischen London und Frankfurt und war selbst Rateteilnehmer bis zur Einstellung der Sendung 1968 nach der 281. Folge („Es hat sich ausgeraten“).  In verschiedenen Gremien, unter anderem bei der Europäischen Rundfunkunion (EBU), vertrat er die Interessen des Hessischen Rundfunks und der ARD.
Wicht lebte zuletzt in Bad Vilbel. Seine Ehefrau war die Rundfunkredakteurin Maike Rau-Wicht.

## Auszeichnungen
- 1987: Bundesverdienstkreuz 1. Klasse